# ATM Adaptation Layers
AAL es un mecanismo de la tecnología ATM (modo de transferencia asíncrona, por sus siglas en inglés) para la adaptación del formato de celda desde la capa de enlace de datos a los niveles superiores de otras arquitecturas, tales como TCP/IP o el modelo OSI.
Está definido en el ITU y se diseñaron 5 protocolos adaptados a las diferentes arquitecturas de red que pueden soportar ATM.

## Formato en la arquitectura ATM
La capa AAL5 se subdivide en 2 capas que representan sus funcionalidades:
- CS: Subcapa de convergencia.
- SAR: Subcapa de ensamblado y segmentación.

## Servicios
En el caso de AAL5 se definen 4 clases de servicio:
- CBR (Constant Bit Rate): Tasa de velocidad constante. Divide la capacidad total del ancho de banda y se encarga de la parte con un flujo constante de tráfico. Se emplea como simulación de redes LAN o enlaces punto a punto. Es adecuado para transmisiones de tiempo real como vídeo y voz.

- VBR (Variable Bit Rate): Tasa de velocidad variable. Se utiliza sobre la capacidad no aprovechada por CBR y está pensando para permitir el tráfico a ráfagas y asegurar un caudal mínimo (similar a Frame Relay).

Se ofrecen 2 posibilidades. rt-VBR para aplicaciones de tiempo real y nrt-VBR para las de no tiempo real. Por ejemplo la transmisión de video MPEG utiliza rt-VBR.
El servicio nrt-VBR es el ofrecido por los operadores de acceso a Internet para usuarios.
- UBR (Unespecified Bit Rate): Tasa de velocidad no especificada. Utilizado en el ancho de banda restante. El tráfico que utiliza este servicio es el susceptible de ser eliminado en caso de congestión en los conmutadores. Lo utilizan aplicaciones tolerantes a pérdidas de paquetes, como conexiones TCP.

- ABR (Available Bit Rate): Tasa de velocidad libre. Se hace una mejor gestión de la capacidad sobrante que con UBR. Se establece un caudal mínimo y existe una realimentación de paquetes para evitar la pérdida de celdas y la congestión.

## Protocolos
- ATM Adaptation Layer 1 (AAL1): AAL Tipo 1 o clase A soporta CBR(Constant Bit Rate), síncrono, orientado a conexión. Su servicio es de alta prioridad y garantizado. Se utiliza, por ejemplo, para audio y video sin comprimir (videoconferencias, audio interactivo)

- ATM Adaptation Layer 2 (AAL2): AAL Tipo 2 soporta rt-VBR(Variable Bit Rate in real time), de circuito orientado a la conexión de tráfico síncrono. Su servicio es de baja prioridad y garantizado. Se utiliza en compresión de video.

- ATM Adaptation Layer 3 y 4 (AAL3 y AAL4): Soportan al VBR, tráfico de datos, circuitos orientados a la conexión, tráfico asíncrono (por ejemplo X.25 de datos) o a los paquetes de datos no orientados a la conexión (ej:tráfico SMDS) con una cabecera (header) adicional de 4 bytes en el payload de la celda. Por ejemplo Frame Relay y X.25. Su servicio es de alta prioridad y no garantizado.

- ATM Adaptation Layer 5 (AAL5): Este AAL ha sido diseñado para utilizarse bajo TCP/IP y está normalizado en la RFC 1577. AAL Tipo 5 es similar a AAL 3/4 con un programa de simplificación de cabecera (header) de información. Este AAL asume que los datos son secuenciales desde el usuario final y usa el bit Payload Type Indicator (PTI) para indicar la última celda en transmitirse. Ejemplos de este servicio son el clásico IP sobre ATM, Ethernet sobre ATM, SMDS, y emulación LAN (LANE). Su servicio es de baja prioridad y no garantizado.